# Alpowský průsmyk

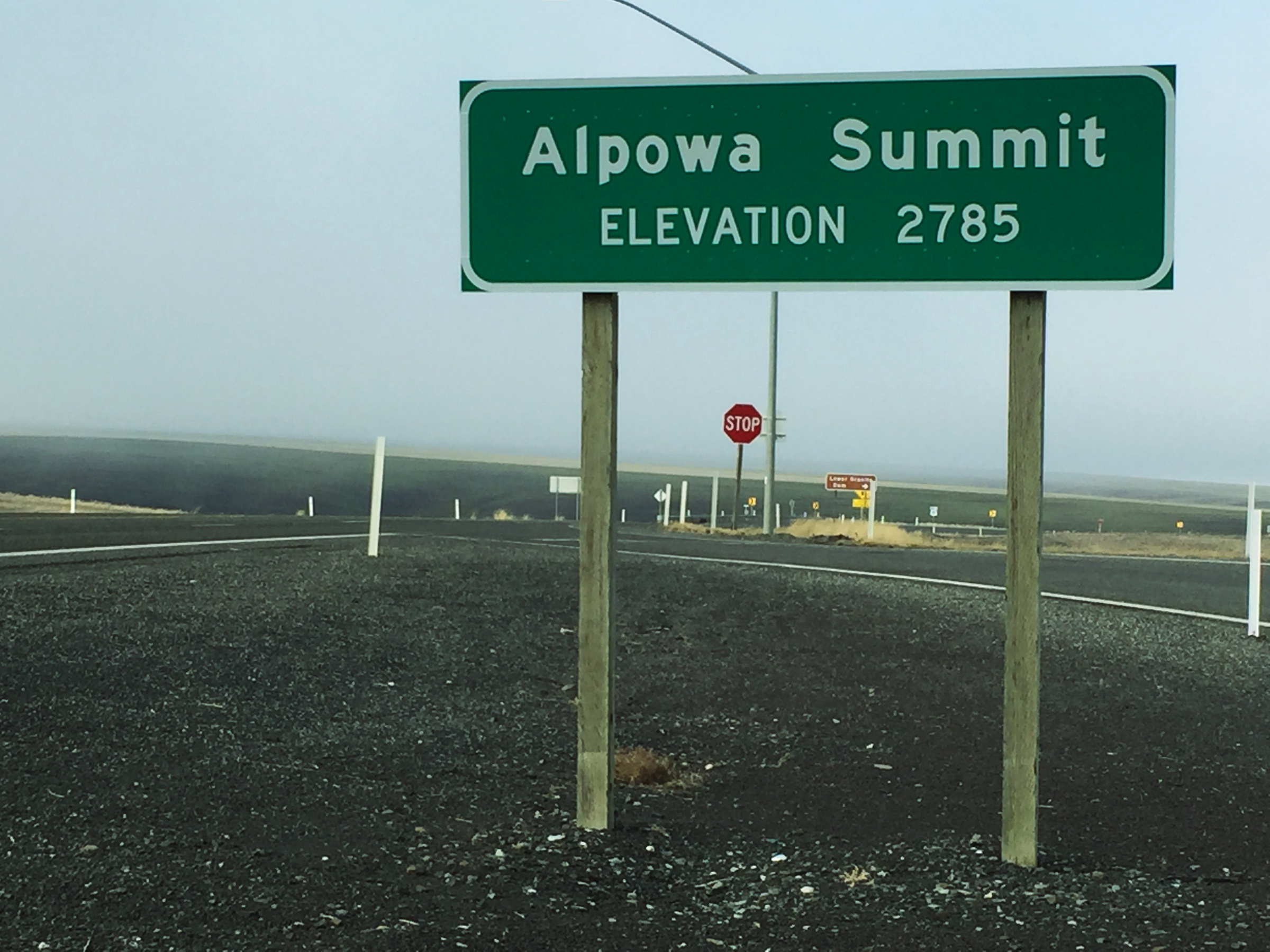
Alpowský průsmyk

Alpowský průsmyk (Alpowa Summit) se nachází v americkém státě Washington. Nachází se v nadmořské výšce 849 metrů a mezi předhůřím Modrých hor a stepí Palouse spojuje města Pomeroy a Clarkston. Prochází jím dálnice U.S. Route 12.